# الكبة (المقاطرة)

تعديل مصدري - تعديل

الكبة هي إحدى قرى عزلة الكعاوش بمديرية المقاطرة التابعة لمحافظة لحج، بلغ تعداد سكانها 668 نسمة حسب تعداد اليمن لعام 2004.